# Manius Laberius Maximus
Manius Laberius Maximus est un sénateur romain des Ier et IIe siècles. C'est une figure militaire et politique des règnes de Domitien et de Trajan, consul en 89 (suffect) et en 103.

## Biographie
Il est membre d'une famille originaire de Lanuvium, où son présumé grand-père, Lucius Laberius Maximus, est un magistrat vers 42-43. Son père, nommé aussi Lucius Laberius Maximus, est un haut chevalier romain, qui occupe successivement, dans les années 80-84, les postes éminents de préfet de l'annone, préfet d'Égypte et préfet du prétoire,, carrière grandement favorisée par le nouvel empereur Domitien. La carrière de Lucius permet à son fils Manius d'intégrer l'ordre sénatorial.
Il est consul suffect en 89, et il semble être légat en Numidie[réf. souhaitée] avant de devenir gouverneur de Mésie inférieure (legatus augusti pro praetore) entre 100 et début 102, succédant à Quintus Pomponius Rufus. Il est général dans la campagne dacique de Trajan de 102, après avoir contenu l'attaque des Daces et de leurs alliés contre la Mésie lors de l’hiver 101/102, Quintus Fabius Postuminus le remplaçant alors en Mésie. Selon Dion Cassius, il s'est lui-même particulièrement distingué dans la dernière campagne, s'emparant d'une place forte et de la sœur de Décébale. Il est récompensé de ses services avec un consulat ordinaire en 103, avec pour collègue l'empereur lui-même.
Selon l'Histoire Auguste, Laberius Maximus est en exil sur une île lors de l'accession au trône d'Hadrien en 117, car il est suspecté d'avoir aspiré au trône. Aucun détail n'est connu sur l'affaire, mais cela a incité le préfet du prétoire d'Hadrien, Publius Acilius Attianus, de recommander la mise à mort de Laberius Maximus. La suite n'est pas connue, mais la confiance d'Hadrien envers son préfet a diminué, et il est probable que Laberius Maximus ait été gracié.
Il a une fille connue, Laberia Hostilia Crispina ou Laberia Maria. Vers 110, elle épouse en secondes noces le consulaire Caius Bruttius Praesens (suffect en 119 et ordinaire en 139). Après la mort de Laberius Maximus, sa fille devient l'héritière de sa fortune. Elle a un fils de cette union, le futur consul Caius Bruttius Praesens (153 et 180).
Via son petit-fils, Laberius Maximus est le grand-père du consul Lucius Bruttius Quintius Crispinus (187) et de l'impératrice romaine Bruttia Crispina, qui épouse le futur empereur Commode vers 178. Elle est répudiée peu après le début du règne (vers 182). Bruttius Quintius a lui-même des descendants qui sont consuls au IIIe siècle, des Caius Bruttius Praesens.